# Djurö/Vindö IF
Djurö-Vindö IF är en mindre idrottsförening från de sammanhängande öarna Djurö och Vindö utanför Stockholm och Stavsnäs. Den ägnar sig bland annat åt fotboll, innebandy och simning.
Djurö-Vindö IF har cirka 750 medlemmar och startades år 1936. Klubben bildades efter en sammanslagning av Djurö IF och Vindö IK. Djurö-Vindö IF innebandy har säsongen 2010/11 anmält 11 lag till seriespel, ett herrlag och damlag samt 9 ungdomslag. Djurö-Vindö IF fotboll har flera ungdomslag och ett a-lag. Djurö-Vindö IF har en egen idrottsplats i form av Sjösalavallen i Stavsnäs. Där finns tillgång till två gräsplaner, omklädningsrum och kafeteria. 
De har också en sporthall på Djurö, Djurö sporthall, som är en av Värmdös största sporthaller.